# Interstate H-3
För andra betydelser, se H-3.
Interstate H-3 är en väg, Interstate Highway, på ön Oahu i delstaten Hawaii, USA. Hawaii blev redan på 60-talet garanterad vägen, men bygget började inte förrän på 80-talet. Vägen öppnade för trafik den 12 december 1997. Att det tog sådan tid berodde på att miljö där vägen går är känslig, och man var tvungen att bygga till exempel broar för att skydda så mycket som möjligt. Det gjorde också att pengarna tog slut för Federal Highway Administration, det gjorde till sist att USA:s försvarsdepartement sköt till pengar för att få vägen klar.

## Externa länkar

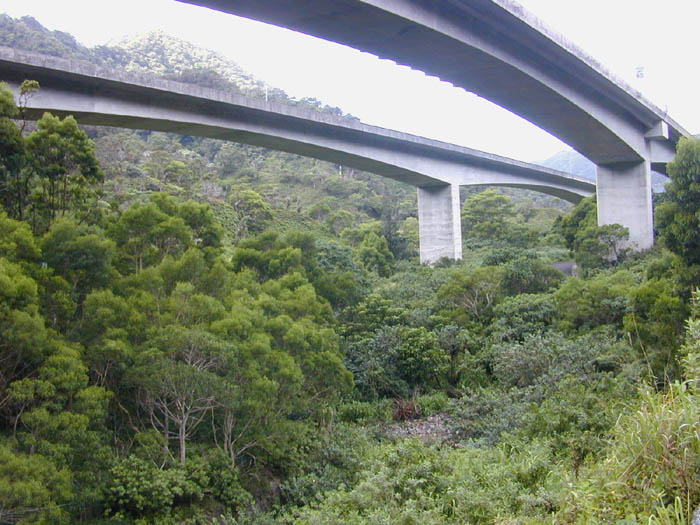
En bro i Halawa Valley på ön Oahu, Hawaii som visar vilka uppoffringar man har gjort för miljön och restiden